# 2010-es Daytona 500
A 2010-es Daytona 500 volt az 52. Daytona 500 valamint a 2010-es Sprint Cup Series első futama, melyet Február 14-én rendeztek meg a 2,5 mérföld hosszúságú Daytona International Speedwayen a Floridai Daytona Beachen. A versenyt élőben közvetítette a TV-kben a Fox, rádión az Sirius XM Radio, műholdas rádión pedig az MRN Radio közvetítette az Egyesült Államokban. Egy változás volt ebben az évbe annyi, hogy a pole időmérőt február 6-án tartották, egy nappal a Super Bowl előtt.
A verseny rajtprocedúrája 1:00-kor kezdődött el helyi idő szerint, hogy ne érjen véget már sötétségben. De ez nem sikerült, mert az 1-es és 2-es kanyar között kátyúk voltak és meg kellett szakítani a versenyt hosszú időre, hogy rendbe tegyék a pályát, ezután lefutották a verseny további részét és Jamie McMurray ért elsőként a célba.
A NASCAR Sprint Cup Series-ben az újoncok számára a verseny előtt tart újonc tesztet, Terry Cook átment a teszten, de a versenyre már nem tudta kvalifikálni magát. Másik újonc is volt, Kevin Conway, mivel ő elég tapasztalatlan volt superspeedway-eken, később Travis Kvapil vette át. Három tapasztaltabb versenyző;– Max Papis (másodéves), Michael McDowell (harmadéves), és Brad Keselowski (másodéves)  – szintén most debütált a Daytona 500-on, de ők már versenyeztek Daytona-ban, csak a Coke Zero 400 futamon.

## Potenciális tesztek
Noha a NASCAR-ban teszttilalom van érvényben, 2009. november 2-án engedélyezte a csapatok számára, hogy tesztelhessék a Goodyear abroncsokat.
Figyelembe véve a 2009-es AMP Energy 500-on történteket, amikor két versenyző is nagy balesetet szenvedett, a NASCAR vezetősége feloldotta a teszttilalmat, hogy elkerüljék a 2009-ben történteket.

## Versenyösszefoglaló

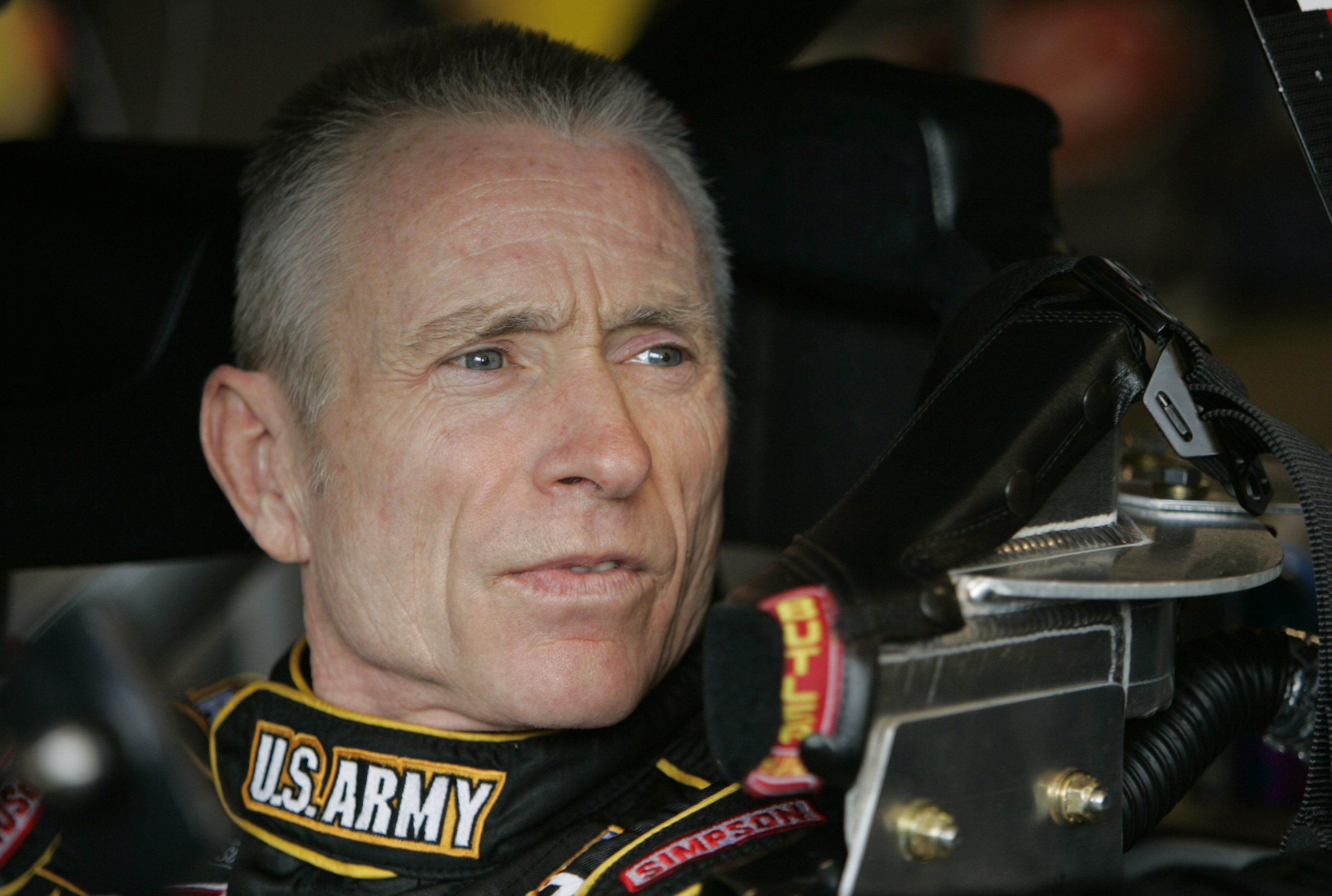
A Pole Pozíciós Mark Martin 2007-ben.

Keleti idő szerint 1:19-kor rajtolt el a verseny. Először sárgazászlós szaksz a nyolcadik körben volt amikor hat autó keveredett balesetbe, olyan versenyzők is mint Brad Keselowski, Sam Hornish Jr., Regan Smith, és Boris Said. Ez volt a legnagyobb baleset ezen a napon, és a legnagyobb amióta bevezették a szűkítőlemezeket. A 44. körben minden versenyző bement a pit-be kiállásra. A második sárgazászlós szakaszra a 63. körben került sor Joe Nemechek kipördülése miatt. Ezt követte a harmadik sárgazászlós szakasz a 79. körben Mike Bliss kicsúszása miatt.
A 122. körben piros zászlóval megállították a versenyt, mert az 1-es és 2-es kanyar között kátyúk voltak. A helyreállítás 1 óra 42 percig tartott. A nagy eső és a hideg időjárás lehet az oka a kátyúknak, mert 1978 óta nem voltak kátyúk a pályán. A negyedik sárgazászló ideje a 144. körben jött el A. J. Allmendinger kipördülése miatt. A 161. körben másodszor is megállították a versenyt további javítások elvégzése miatt amely 2 óra 45 percig tartott. A 185. körben Jimmie Johnson-nak mindkét hátsó kereke defektes lett.

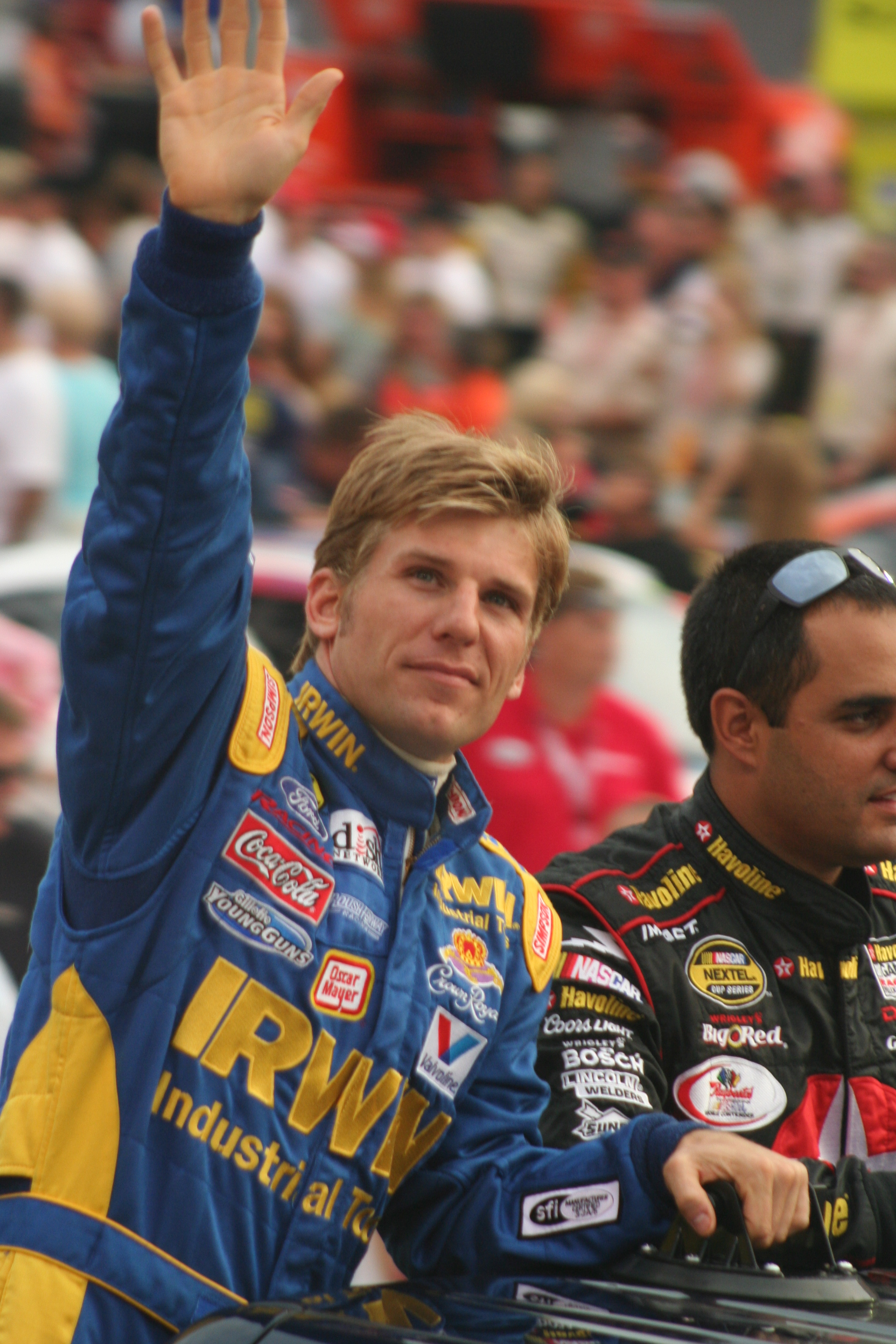
A győztes Jamie McMurray 2007-ben.

A 194. körben újból sárgazászlót lengettek be, mert Elliott Sadler balesetet szenvedett és magával rántotta Ryan Newmant és Travis Kvapil-t is. A 198. körben Bill Elliott, Joey Logano, és Boris Said ütközött emiatt életbe lépett a green-white checker szabály vagyis a sárgazászlós szakasz lejárta után csak két kört teljesítenek versenytempóban utána leintik a versenyt. A 203. körben Kasey Kahne és Robert Richardson összeütközött a hátsó egyenesben ezért megint sárgazászló lépett életbe ebből adódóan megint a green-white checker szabály van érvényben. Jamie McMurray nyerte a versenyt a második green-white checker szakasz lejárta után Dale Earnhardt Jr. előtt. Jeff Gordon, Robby Gordon, Kurt Busch, Bobby Labonte, Michael Waltrip és Scott Speed balesetet szenvedett az utolsó kanyarban de nem lengették be a sárgazászlót. A verseny alatt 52-szer változott az élen álló személye, ezzel a valaha volt egyik legjobb verseny lett a Daytona 500-asok történetében. Ez a verseny lett a valaha volt leghosszabb ideig tartó Daytona 500 a kátyújavítások illetve green-white checker szabály miatt. A verseny a legkisebb nézettséget produkálta az 1991 óta (amely az első verseny volt melyen már volt pit lane, amelyet azért vezettek be, mert Mike Ritch, a Melling Racing gumiszerelője az 1990-es Atlanta-i versenyen meghalt mert Ricky Rudd autója a pit lane-be zúdult, és elsodórt több gumit és Ritch-et) és a negyedik legalacsonyabb nézettségű verseny amióta 1979-ben közvetítik a TV-ben.

## Kvalifikáció és futam végeredménye
| Poz                                   | Rajthely | #   | Versenyző              | Csapat                     | Gyártó    | Körök                              | Szponzor                                   | Pont |
| ------------------------------------- | -------- | --- | ---------------------- | -------------------------- | --------- | ---------------------------------- | ------------------------------------------ | ---- |
| 1                                     | 13       | 1   | Jamie McMurray         | Earnhardt Ganassi Racing   | Chevrolet | 208                                | Bass Pro Shops/Tracker                     | 190  |
| 2                                     | 2        | 88  | Dale Earnhardt Jr.     | Hendrick Motorsports       | Chevrolet | 208                                | Amp Energy/National Guard                  | 175  |
| 3                                     | 23       | 16  | Greg Biffle            | Roush Fenway Racing        | Ford      | 208                                | 3M                                         | 170  |
| 4                                     | 9        | 33  | Clint Bowyer           | Richard Childress Racing   | Chevrolet | 208                                | Cheerio's/Hamburger Helper                 | 165  |
| 5                                     | 20       | 00  | David Reutimann        | Michael Waltrip Racing     | Toyota    | 208                                | Aaron's Dream Machine                      | 155  |
| 6                                     | 14       | 56  | Martin Truex, Jr.      | Michael Waltrip Racing     | Toyota    | 208                                | NAPA Auto Parts                            | 155  |
| 7                                     | 5        | 29  | Kevin Harvick          | Richard Childress Racing   | Chevrolet | 208                                | Shell/Pennzoil                             | 156  |
| 8                                     | 24       | 17  | Matt Kenseth           | Roush Fenway Racing        | Ford      | 208                                | Crown Royal                                | 162  |
| 9                                     | 27       | 99* | Carl Edwards           | Roush Fenway Racing        | Ford      | 208                                | Aflac                                      | 138  |
| 10                                    | 8        | 42  | Juan Pablo Montoya     | Earnhardt Ganassi Racing   | Chevrolet | 208                                | Target                                     | 139  |
| 11                                    | 39       | 31* | Jeff Burton            | Richard Childress Racing   | Chevrolet | 208                                | Caterpillar                                | 130  |
| 12                                    | 1        | 5   | Mark Martin            | Hendrick Motorsports       | Chevrolet | 208                                | GoDaddy.com                                | 132  |
| 13                                    | 32       | 98  | Paul Menard            | Richard Petty Motorsports  | Ford      | 208                                | Peak/Menards                               | 124  |
| 14                                    | 7        | 18  | Kyle Busch             | Joe Gibbs Racing           | Toyota    | 208                                | M&M's                                      | 126  |
| 15                                    | 22       | 83  | Brian Vickers          | Red Bull Racing            | Toyota    | 208                                | Red Bull                                   | 118  |
| 16                                    | 19       | 6   | David Ragan            | Roush Fenway Racing        | Ford      | 208                                | UPS                                        | 120  |
| 17                                    | 25       | 11  | Denny Hamlin           | Joe Gibbs Racing           | Toyota    | 208                                | FedEx Express                              | 117  |
| 18                                    | 43       | 51* | Michael Waltrip        | Michael Waltrip Racing     | Toyota    | 208                                | Napa Auto Parts                            | 109  |
| 19                                    | 30       | 82  | Scott Speed            | Red Bull Racing            | Toyota    | 208                                | Red Bull                                   | 111  |
| 20                                    | 16       | 20  | Joey Logano            | Joe Gibbs Racing           | Toyota    | 208                                | The Home Depot                             | 108  |
| 21                                    | 42       | 71  | Bobby Labonte          | TRG Motorsports            | Chevrolet | 208                                | TaxSlayer.com                              | 100  |
| 22                                    | 6        | 14  | Tony Stewart           | Stewart-Haas Racing        | Chevrolet | 208                                | Office Depot/Old Spice                     | 97   |
| 23                                    | 10       | 2   | Kurt Busch             | Penske Championship Racing | Dodge     | 208                                | Miller Lite                                | 99   |
| 24                                    | 12       | 19  | Elliott Sadler         | Richard Petty Motorsports  | Ford      | 208                                | Stanley                                    | 96   |
| 25                                    | 38       | 26  | Boris Said             | Latitude 43 Motorsports    | Ford      | 208                                | Window World Cares                         | 93   |
| 26                                    | 21       | 24* | Jeff Gordon            | Hendrick Motorsports       | Chevrolet | 208                                | DuPont                                     | 90   |
| 27                                    | 40       | 21  | Bill Elliott           | Wood Brothers Racing       | Ford      | 208                                | Motorcraft/Quick Lane Tire & Auto Center   | 82   |
| 28                                    | 34       | 7   | Robby Gordon           | Robby Gordon Motorsports   | Toyota    | 207                                | Monster Energy                             | 84   |
| 29                                    | 35       | 37  | Travis Kvapil          | Front Row Motorsports      | Ford      | 205                                | Extenze                                    | 81   |
| 30                                    | 4        | 9   | Kasey Kahne            | Richard Petty Motorsports  | Ford      | 202                                | Budweiser                                  | 78   |
| 31                                    | 37       | 38  | Robert Richardson, Jr. | Front Row Motorsports      | Ford      | 202                                | Mahindra Tractors                          | 70   |
| 32                                    | 15       | 43* | A. J. Allmendinger     | Richard Petty Motorsports  | Ford      | 198                                | Best Buy                                   | 72   |
| 33                                    | 29       | 55  | Michael McDowell       | Prism Motorsports          | Toyota    | 195                                | Prism Motorsports                          | 64   |
| 34                                    | 17       | 39  | Ryan Newman            | Stewart-Haas Racing        | Chevrolet | 193                                | U.S. Army                                  | 61   |
| 35                                    | 3        | 48  | Jimmie Johnson         | Hendrick Motorsports       | Chevrolet | 185                                | Lowe's                                     | 58   |
| 36                                    | 26       | 12  | Brad Keselowski        | Penske Championship Racing | Dodge     | 174                                | Penske Racing                              | 55   |
| 37                                    | 36       | 77  | Sam Hornish, Jr.       | Penske Championship Racing | Dodge     | 160                                | Mobil 1                                    | 52   |
| 38                                    | 33       | 34  | John Andretti          | Front Row Motorsports      | Ford      | 117                                | Window World Cares                         | 49   |
| 39                                    | 11       | 78  | Regan Smith            | Furniture Row Racing       | Chevrolet | 90                                 | Furniture Row Companies                    | 46   |
| 40                                    | 31       | 13  | Max Papis              | Germain Racing             | Toyota    | 89                                 | GEICO                                      | 43   |
| 41                                    | 18       | 47  | Marcos Ambrose         | JTG Daugherty Racing       | Toyota    | 79                                 | Kroger Floral                              | 40   |
| 42                                    | 28       | 36  | Mike Bliss             | Tommy Baldwin Racing       | Chevrolet | 76                                 | Wave Energy Drink                          | 37   |
| 43                                    | 41       | 87  | Joe Nemechek           | NEMCO Motorsports          | Toyota    | 64                                 | FrontRowJoe.com                            | 34   |
| Nem kvalifikálták magukat a versenyre |          |     |                        |                            |           |                                    |                                            |      |
| 44                                    | 44       | 90  | Casey Mears            | Keyed-Up Motorsports       | Chevrolet | Nem kvalifikálta magát a versenyre | Keyed-Up Motorsports                       | 0    |
| 45                                    | 45       | 27  | Todd Bodine            | Kirk Shelmerdine Racing    | Toyota    | Nem kvalifikálta magát a versenyre | Kirk Shelmerdine Racing                    | 0    |
| 46                                    | 46       | 49  | David Gilliland        | BAM Racing                 | Toyota    | Nem kvalifikálta magát a versenyre | Warner Music Nashville/Larry the Cable Guy | 0    |
| 47                                    | 47       | 46  | Terry Cook             | Whitney Motorsports        | Dodge     | Nem kvalifikálta magát a versenyre | Whitney Motorsports                        | 0    |
| 48                                    | 48       | 75  | Derrike Cope           | Stratus Racing Group       | Dodge     | Nem kvalifikálta magát a versenyre | Asset Protect/Strutmasterspro.com          | 0    |
| 49                                    | 49       | 09  | Aric Almirola          | Phoenix Racing             | Chevrolet | Nem kvalifikálta magát a versenyre | Phoenix Racing                             | 0    |
| 50                                    | 50       | 66  | Dave Blaney            | Prism Motorsports          | Toyota    | Nem kvalifikálta magát a versenyre | Prism Motorsports                          | 0    |
| 51                                    | 51       | 32  | Reed Sorenson          | Braun Racing               | Toyota    | Nem kvalifikálta magát a versenyre | Dollar General                             | 0    |
| 52                                    | 52       | 92  | Mike Wallace           | K-Automotive Motorsports   | Dodge     | Nem kvalifikálta magát a versenyre | K-Automotive Motorsports                   | 0    |
| 53                                    | 53       | 57  | Norm Benning           | Norm Benning Racing        | Chevrolet | Nem kvalifikálta magát a versenyre | Norm Benning Racing                        | 0    |
| 54                                    | 54       | 97  | Jeff Fuller            | NEMCO Motorsports          | Toyota    | Nem kvalifikálta magát a versenyre | FrontRowJoe.com                            | 0    |

* – A NASCAR szabályai szerint ha a csapat változtat az autón vagy a pilótán, akkor hátrasorolják a rajtrácson. A Daytona 500-on a versenyzőknek ugyanazzal a motorral és váltóval kell teljesíteni a szabadedzéseket, a Gatorade Duel versenyeket valamint a Daytona 500-at is.